# 松平忠恕 (島原藩主)
松平忠恕（日语：／ Matasudaira Tadahiro，1740年—1792年6月16日）是日本江戶時代中期的譜代大名，最初為下野宇都宮藩主，後來擔任肥前島原藩主。島原藩深溝松平家第7代。

## 生涯
元文5年（1740年），忠恕作為島原藩主松平忠刻的次子出生。寶曆12年（1762年），原本繼任了家督的兄長松平忠祇隱居，忠恕便接任成為家督。深溝松平家本身代代均出任島原藩主，負責暗中監察九州各藩，忠恕的兄長忠祇霍寬延2年（1749年）繼位是年僅12歲，因此與下野下野宇都宮藩戶田忠盈以互換領地的形式，移封至宇都宮。移封時花費約6萬8500兩，導致藩的財政不振，忠恕被逼向商人借錢，又扣取家臣的的部份俸祿以及依靠幕府的支援來應對，其後在明和元年（1764年）忠恕提出增稅而在9月12日引發了名為籾摺騷動的農民一揆，最終忠恕派藩兵300人以武力鎮壓下來，一揆的主謀被處決。
同年，宇都宮受到洪水侵襲，240戶被洪水沖走，導致約300人死亡。明和3年（1766年）6月18日，宇都宮再次受到洪水侵襲，230戶被洪水沖走，118人死亡，田地亦嚴重受影響。對此，忠恕向幕府借取6000兩應對，但是在安永2年（1773年）3月，城下町西面的鍛冶屋發生火災，導致41町受災，1295戶房屋被燒毀，連同寺院等，總計1813戶房屋被焚毀，45人死亡。翌年，忠恕以交換領地的形式重返島原，遷移費用約為4萬兩。
寬政4年（1792年）4月1日，雲仙岳眉山發生地震，引發大規模的山泥傾瀉，島原城下大半被掩埋，造成死亡人數達1萬5千人的島原大變。本身體弱的忠恕雖然巡視了災區，但是加上心力交瘁，在同年4月27日死去，而被稱為「悲運的藩主」。